# Mega-Sena
Loteria Mega-Sena este cea mai mare loterie din Brazilia, organizată de banca Caixa Econômica Federal.

## Extrageri
Extragerile au loc de două ori pe săptămână, miercurea și sâmbăta. Numerele se extrag prin 2 suflante. Numerele sunt extrase în perechi cu scopul de a forma un număr din 2 cifre decimal de la 01 la 60. Prima suflantă are numere de la 0 la 5, iar a doua de la 0 la 9. În caz că este extras numărul 00, el va fi înlocuit de numărul 60. La final, când sunt extrase 6 numere unice a 2 cifre fiecare, extragerea se încheie.

## Jocul
Participanții pot alege între 6 și 15 numere din 60, iar dacă ghicesc 4, 5 sau 9 puncte vor câștiga premii. Prețul biletelor variază în funcție de câte combinații a 6 numere există cu numerele alese și pot varia între R$2.00 pentru 6 numere (numai 1 joc posibil) până la R$10,010.00 pentru 15 numere (5005 jocuri posibile). Șansele de câștigare a premiului cel mai mare la cumpărarea celui mai ieftin bilet este de 1 la 50.063.860.
Participanții pot juca o variantă "Surpresinha", care va genera numerele la întâmplare. Ei pot opta pentru participarea cu aceste numere la 2, 4 sau 8 extrageri consecutive în avans.

## Premii
Valoarea premiilor se ridică la 46% din profiturile din vânzări. Acestea sunt împărțite precum urmează:
- 35% se vor duce către cei care au nimerit 6 numere.
- 19% se vor duce către cei care au nimerit 5 numere.
- 19% se vor duce către cei care au nimerit 4 numere.
- 22% se va acumula pentru o extragere specială care are loc o dată la 5 extrageri.
- 5% se va acumula pentru Mega Da Virada, extragerea specială de Anul Nou mai jos

Se va percepe o taxă de venit de 13.8% din premiile de mai sus. Valoarea netă este de fapt 32.2% din câștigurile la loterie. 
Jucătorii au 90 de zile pentru a-și revendica premiile. Premiile de mai puțin de R$800 pot fi revendicate de la orice oficiu al loteriei, iar ce este peste de la banca federală Caixa Econômica. Dacă perioada de 90 de zile expiră, premiul în bani este transferat către Trezoreria Națională și investit în programe educaționale.

## Beneficiari
Restul de 54% provenit din vânzări este redistribuit pe costuri și în cadrul programe sociale.

## Mega Da Virada
O extragere specială denumită Mega Da Virada are loc de Anul Nou anual. Extragerea este extrem de populară printre brazilieni datorită marelui premiu pus la bătaie. În timpul extragerilor normale Mega Sena din timpul anului se pune deoparte 5% din venituri pentru Mega Da Virada. Printre premiile record Mega Da Virada se numără R$194.3 milioane în 2010 și R$144.9 milioane în 2009.